# Catedral de Santa María de Tudela
La catedral de Santa María (Santa María la Mayor) de Tudela (Navarra) es un templo tardorrománico, inspirada en la arquitectura cisterciense, de grandes dimensiones, que se comenzó a construir a finales del siglo XII durante el reinado de Sancho VI el Sabio, pasando el testigo a su hijo Sancho VII el Fuerte, que a su vez lo pasó a su sobrino Teobaldo I. Utilizó algunos de los cimientos de la Mezquita Mayor de Tudela (siglos IX a XI). Como las orientaciones de los dos templos no coincidían, la mezquita fue demolida para edificar el nuevo templo y solo se aprovecharon algunos de sus cimientos.
El templo actual se sitúa entre las actuales plaza Vieja y las calles Roso, Portal y Horno Higuera del casco antiguo de Tudela.
Inicialmente sirvió como Colegiata de Santa María, siendo elevada a catedral en el siglo XVIII por Pío VI cuando Tudela se segregó de la diócesis de la vecina Tarazona. La nueva dignidad se produjo a instancias de Carlos III. Un siglo más tarde en 1884, fue declarada monumento nacional.

## Descripción general
La catedral de Tudela es un templo cisterciense ejecutado en sillería según los esquemas de la catedral de Sigüenza individualizado con detalles tomados de la cercana abadía de Santa María de la Oliva y del monasterio de Valbuena. Es de grandes dimensiones, con unos 3.380 m² (65 m x 52 m) sin contar el claustro. Se trata de un edificio con tres naves de cuatro tramos, la central más amplia, con transepto de cinco tramos, y cabecera quíntuple con un profundo ábside central en hemiciclo presidido por un gran retablo del siglo XV, pintado por Pedro Díaz de Oviedo. Presenta tres puertas: puerta de Santa María (al Norte), puerta del Juicio (al oeste) y puerta de la Virgen (al Sur).
Son numerosas sus capillas y retablos, entre los que sobresalen la imagen pétrea románica de la Virgen Blanca, del siglo XII, y los retablos pintados góticos de Santa Catalina y de Nuestra Señora de la Esperanza, ambos del siglo XV. En esta última capilla está el magnífico sepulcro gótico del canciller Villaespesa. También merece la pena destacar la capilla barroca de Santa Ana, patrona de la ciudad, representada en una talla gótica, y la magnífica sillería renacentista del coro tallada en el siglo XVI por Esteban de Obray. El templo se remata con una torre tardorrománica a un lado de la Puerta del Juicio, y otra gran torre renacentista de ladrillo junto a la capilla de Santa Ana. El claustro románico, de finales del siglo XII, está situado al sur del templo y tiene columnas dobles y capiteles historiados: forma un conjunto escultórico de gran riqueza.

## Historia y cronología de construcción

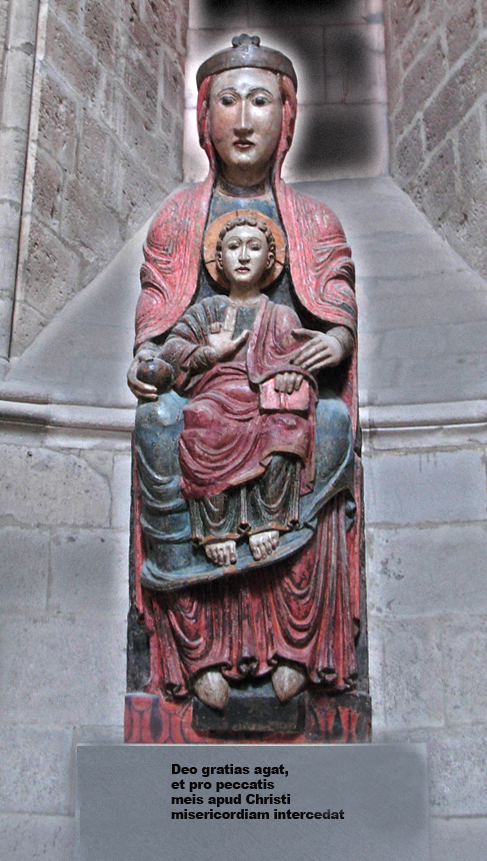
Virgen románica llamada "La Blanca".

La catedral comenzó a construirse próxima a la primitiva parroquia y colegiata de Santa María la Blanca, templo, quizás mozárabe, que ocupaba al parecer un espacio contiguo a la mezquita Mayor de Tudela. Las obras del templo catedralicio se iniciaron en el reinado de Sancho VI el Sabio, hacia 1168. Se sabe que en este año, el cabildo de la iglesia de Santa María adquirió un gran número de casas y tiendas adosadas a la mezquita Mayor, iniciándose de una manera formal las obras de la actual catedral tudelana. También se cita la donación de otras casas para las obras del claustro nuevo de Santa María.
Para 1188, las obras debían estar lo suficientemente avanzadas como para ser utilizado lo ya construido, dado que en ese año tuvo lugar la dedicación o consagración. A la primera etapa de la construcción pertenecen la cabecera y el crucero. Después, a finales del siglo XII, le siguieron los muros perimetrales y la Puerta del Juicio, anterior a la explosión gótica-francesa y en el reinado de Sancho VII el Fuerte. Las obras continuaron durante casi todo el siglo XIII, siendo terminadas durante el reinado de Teobaldo I el Trovador. Las puertas del crucero se construyeron en 1186 y la puerta del Juicio en 1200. El claustro románico, una de las obras cumbres del románico navarro, se construyó a finales del siglo XII, entre el 1180 y 1206. La consagración del Retablo Mayor de la cabecera se hizo el 11 de junio de 1494, por el obispo Don Guillermo, vicario del de Tarazona en Tudela. El Coro se construyó en el siglo XVI.
La catedral contó con una torre tardo-románica que se terminó en 1228, haciendo las veces de campanario. Sin embargo, esta torre no es la que ha llegado hasta nuestros días, pues se derrumbó en 1676. La Torre Nueva se construyó a finales del siglo XVII, entre 1682 y 1697. Tenía un gran chapitel que culminaba la torre, pero se destruyó por un impresionante incendio en 1747. La magnífica capilla de Santa Ana, barroca, se construyó entre 1712 y 1724, una vez concluida la torre nueva de la catedral. Se amplió el hueco existente, para realizar una capilla con mayor suntuosidad.
A finales del siglo XIX, tras conseguir el cabildo la declaración como monumento nacional (6 de diciembre de 1884), a propuesta de la Real Academia de la Historia, se consiguieron fondos estatales para acometer su restauración. Previamente la Comisión de Monumentos Históricos y Artísticos de Navarra asumió la custodia el 10 de febrero de 1885 y nombró vocales a Rafael Gaztelu Murga, Juan Iturralde y Suit y Fernández.
La catedral fue remodelada a principios del siglo XXI y se reinauguró el día 16 de julio del 2006.

## Estilos arquitectónicos
- Románico: la primera fase.
- Gótico.
- Renacentista, churrigueresco las capillas añadidas en los siglos posteriores.

## Puertas de acceso
Hay tres puertas principales: La Puerta del Juicio (oeste), la Puerta de Santa María (norte) y la Puerta del Portal o de la Virgen (sur). Las tres puertas presentan un estilo románico, si bien la oeste presenta un estilo más depurado y complejo en sus tallas.

Puertas
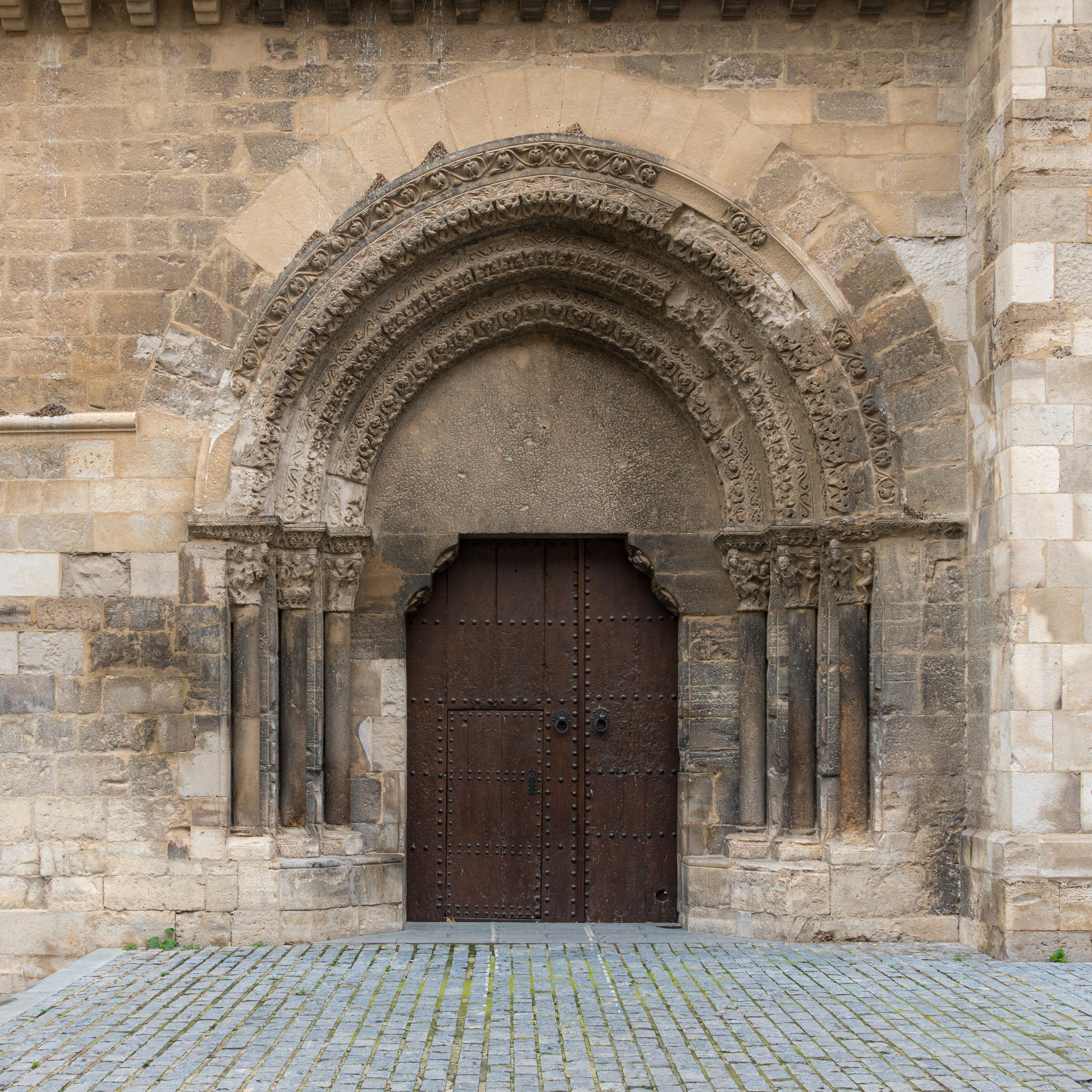
Puerta de Santa María - Norte
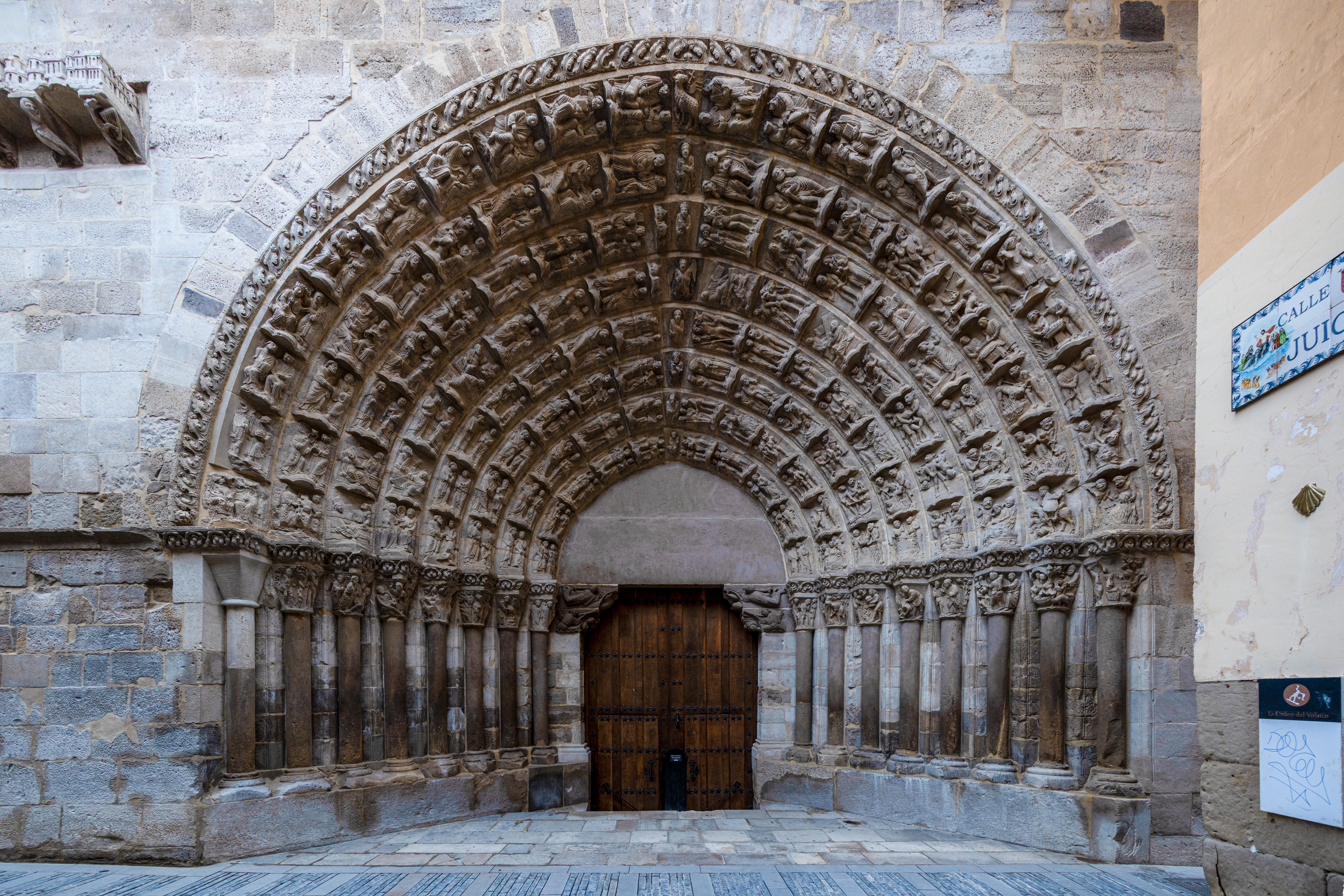
Puerta del Juicio - Oeste
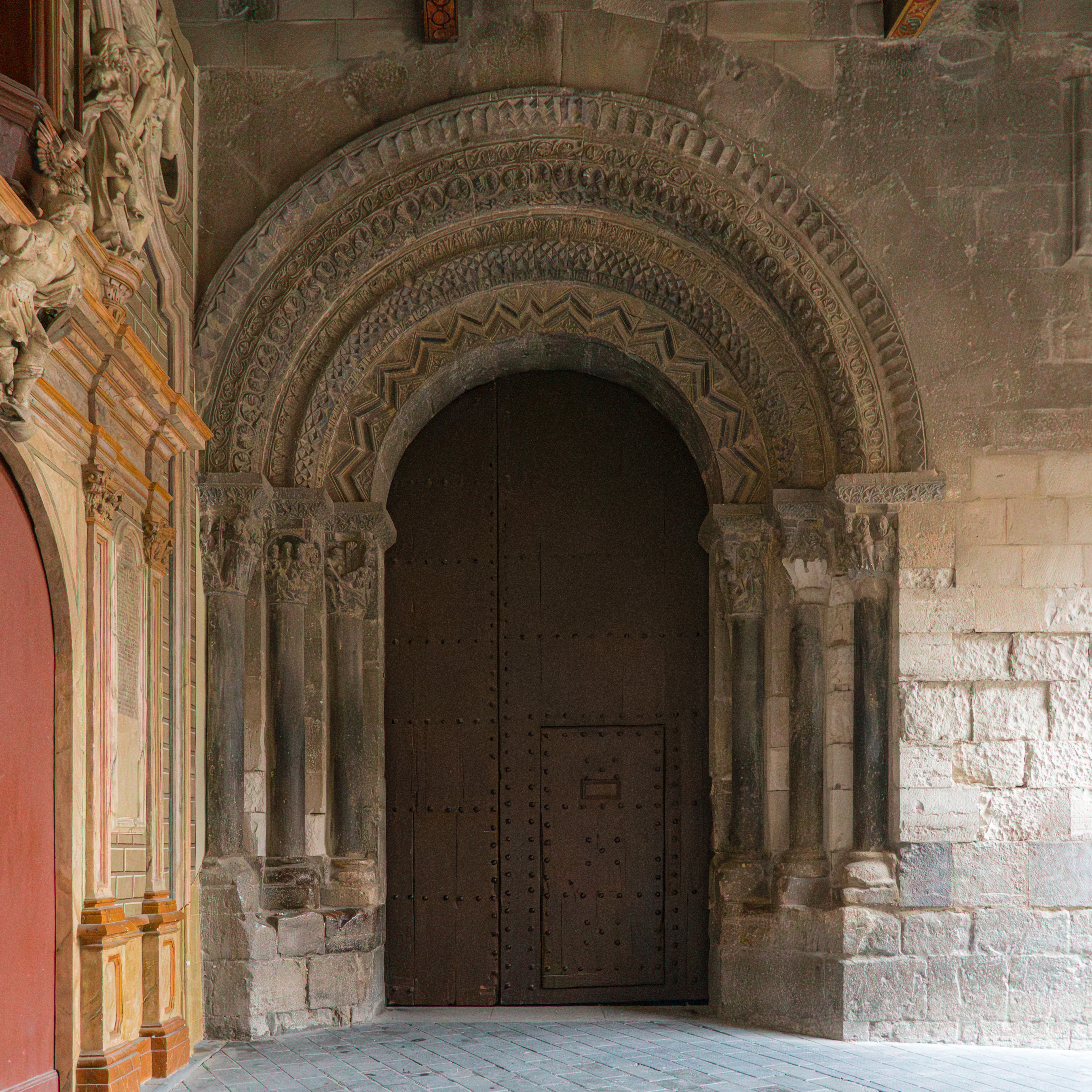
Puerta del portal o la de la Virgen - Sur

### Puerta del Juicio
También conocida como la puerta Oeste, la puerta del Juicio de la catedral de Tudela es el acceso principal. 

#### Cronología
Fue la última de las tres puertas en abrirse, fechándose su construcción desde los últimos años del siglo XII y las primeras décadas del siglo XIII, coincidiendo su factura con el reinado de Sancho VII "el Fuerte".

#### Estilo
En la puerta del Juicio se mezcla el estilo románico de su iconografía con el gótico de su estructura y escultura. De hecho, se considera a esta obra como una de las primeras manifestaciones de la escultura gótica en la península ibérica.

#### Estructura
Está formada por un gran arco abocinado dividido en 8 arquivoltas que se apoyan en otras tantas columnas ubicadas a ambos lado de la puerta de madera de acceso, siendo un total de 16 los pilares que sustentan el arco. Las 8 arquivoltas están decoradas con 115 dovelas y 8 claves.

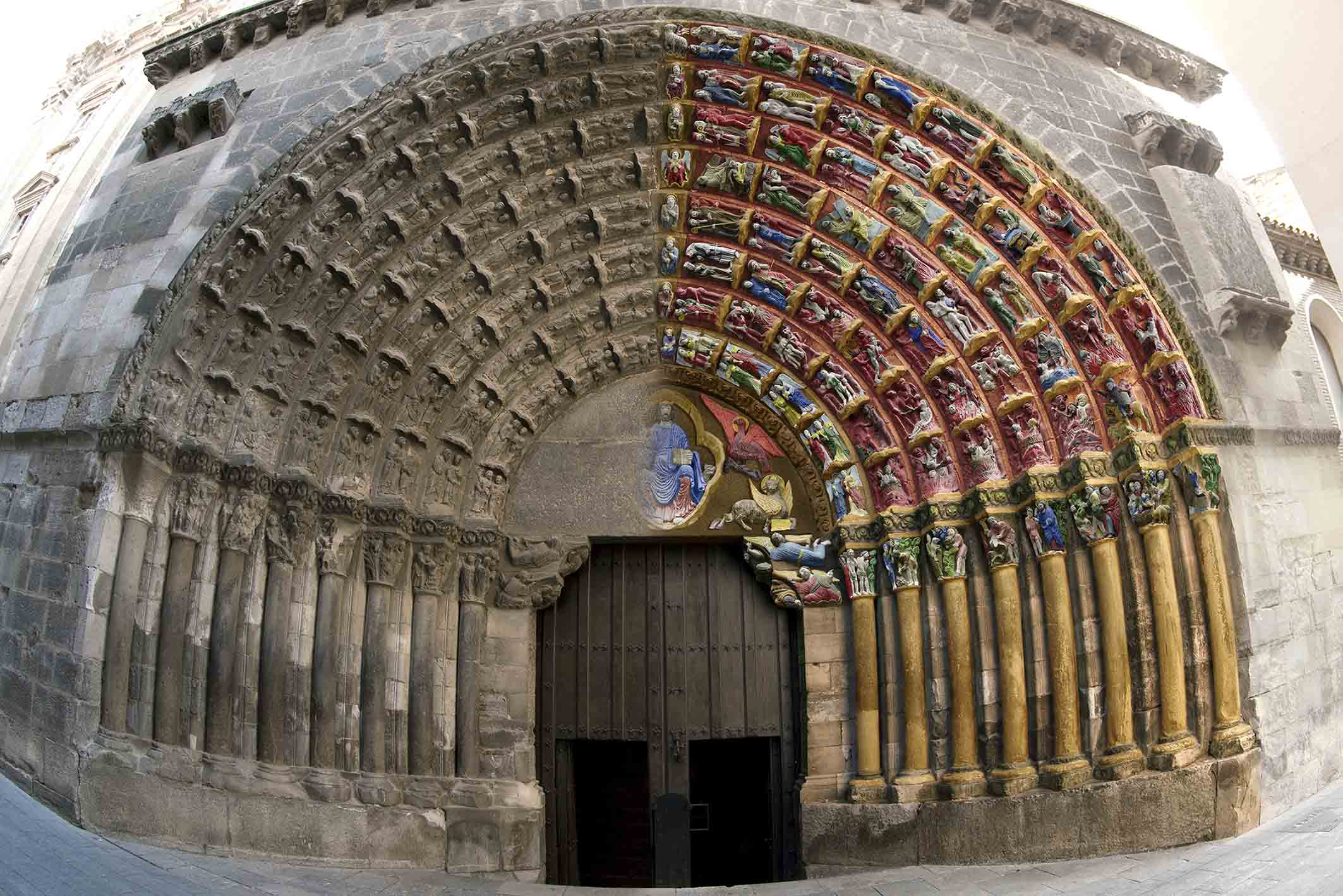
Puerta del Juicio. Recreación policromada del "Infierno" por Blanca Aldanondo y Diego Carasusán.

#### Iconografía
La Puerta del Juicio toma su nombre de la escena representada por las tallas allí contenidos: 
- El Juicio Final. En el pórtico se escenifica la separación de condenados y bienaventurados tras la sentencia divina de Dios. Así, la mitad izquierda (desde la posición del espectador) está destinada a los salvados en el Cielo, mientras que en la mitad derecha aparecen los réprobos en el Infierno. La "avaricia" y la "lujuria" son los pecados más perseguidos en las representaciones del infierno de esta época. La primera parece estar relacionada con los judíos que vivían en la ciudad y se dedicaban a los préstamos. Una nueva información descubierta en el 2015 son los Tahúres (Jugadores); hasta ahora estas dovelas se identificaban como los “cambistas” porque se suponía que lo que tenían en las manos era un ábaco, pero al identificar la tabla como la de un juego medieval, se debate su interpretación. Otros pecados representados son la homosexualidad, la mentira y la gula.
- Además de esta división en Cielo e Infierno, la Puerta del Juicio presenta otras dos partes: los elementos comunes y el Génesis. Los elementos comunes son aquellas escenas en las que aparecen personajes que no pertenecen propiamente a escenas de Cielo o Infierno, pero que forman parte esencial en la narración del Apocalipsis y, en concreto, del Juicio Final. Espacialmente, estas escenas se ubican en el eje central del pórtico ocupando la línea de claves, las mochetas y las jambas, además del tímpano, aunque actualmente este elemento no contiene imagen alguna. En cuanto al Génesis, estas escenas se encuentran en los capiteles de las 16 columnas que sostienen el arco. En ellas aparecen imágenes relativas a diferentes pasajes recogidos en el primer libro de la Biblia: el Génesis.

- Un juicio sin juez: El tímpano de la Puerta del Juicio no presenta actualmente imagen alguna. De hecho, no se conoce qué pudo lucir ahí, aunque el resto de elementos y el mensaje que transmite la Puerta, relativo al Día del Juicio Final, indica que en el tímpano debió lucir originariamente una imagen de Cristo-Juez.
- Una obra única en el mundo: La Puerta del Juicio es una obra única en el arte cristiano occidental gracias al tratamiento que el autor del pórtico dio al Infierno, reservando la mitad de su superficie a las escenas del Averno. En total, son 50 las dovelas dedicadas a los castigos infernales, dos más que las reservadas a los bienaventurados del Cielo.[8]

### Puerta de Santa María
Está situada en el muro norte. Daaba al cementerio medieval anexo al templo (actualmente da a la Plaza Vieja). Es ligeramente apuntada y dispone de tímpano, aunque su decoración ha desaparecido. Está formada por tres arquivoltas muy decoradas, con grecas de diverso dibujo, y apoyadas sobre capiteles historiados.

### Puerta de la Virgen
Está situada en el muro sur. Se denomina también Puerta del Portal. Es la más antigua de las tres, de estilo románico, con arco de medio punto. Carece de tímpano y se compone de tres arquivoltas decoradas con labores geométricas que descansan sobre capiteles historiados. Esta cubierta por un portal, con dos grandes arcos ojivales, símbolo característico de la calle Portal (de ahí su sobrenombre). El tramo de la calle Portal que va desde la calle Verjas al portal que cubre esta portada se llamaba desde tiempos inmemoriales como "Cuesta de Lagos", por contener los silos de piedra donde los fieles depositaban los diezmos (granos, aceite, vino, etc.) a la iglesia.

## Fachada oeste
Sobre la puerta del Juicio se puede observan un enorme rosetón con los radios de piedra y planchas de alabastro que dejan pasar la luz tenue al interior y en esa misma fachada hay una torre de piedra (tardorrománica) en su lado derecho, con un primer cuerpo cuadrangular y un cuerpo octogonal superior con ventanas de arco apuntado en cuatro de sus lados y un tejado en aguja octogonal. Esta torre debía tener su compañera gemela en el lado izquierdo, aunque no es un dato que haya sido confirmado.

## Torre nueva

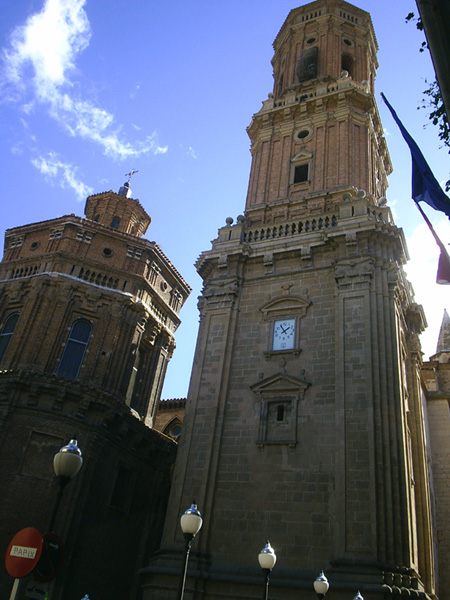
Torre Nueva.

La actual torre, de estilo renacentista, fue construida entre 1682 y 1697 y sustituye a la original tardorrománica-protogótica, que se derrumbó el 21 de junio de 1676. Consta de tres cuerpos, de planta cuadrada los dos primeros y octogonal el tercero, alcanzando una altura total de 50 metros. El primer cuerpo está construido en piedra y los dos últimos en ladrillo. Tenía un chapitel de madera recubierto de plomo de unos 29 metros de alto que culminaba la torre, pero se destruyó por un impresionante incendio en 1747. Al final se optó por un tejadillo achatado simple.
La torre tardo-románica original, terminada en 1228, su derrumbe causó grandes desperfectos en las naves más próximas y posiblemente en el rosetón y torre derecha de la fachada. Se desconoce la forma de dicha torre-campanario, pero probablemente consistiría en tres cuerpos de planta cuadrada. Los dos últimos cuerpos presentarían probablemente dos ventanas de arco apuntado en cada lado, siguiendo el estilo tardorrománica o protogótico. Estaría rematado en un tejadillo piramidal más o menos apuntado.

## Interior de la catedral

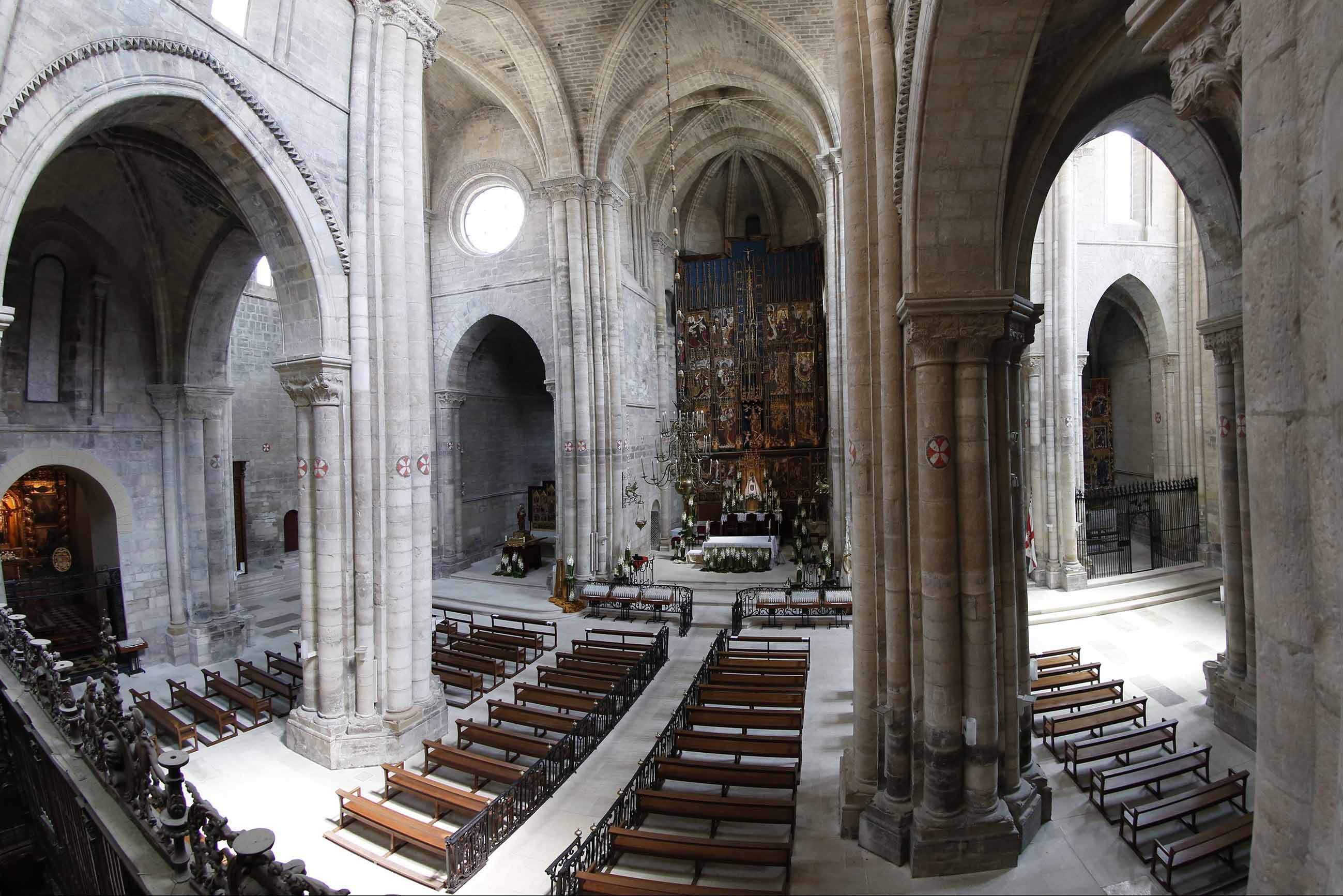
Crucero

En el interior de la catedral y a cada lado del ábside principal, se abren una capilla semicircular y otra cuadrada, dando un total de cinco capillas en la cabecera de la catedral. Tras la cabecera de la catedral se encuentra la Sacristía, del siglo XVII pero reformada en estilo neoclásico en 1792, y la Sala Capitular, realizada a mitad del siglo XVII. En la parte central de la catedral está el Coro.
En el ábside central se encuentra el Altar Mayor. A la derecha, en el lado de la Epístola, están las capillas de San Juan Evangelista y la de la Esperanza; a la izquierda, en el lado del Evangelio, las capillas de San Joaquín y de San Martín. Entrando por la puerta del Juicio hacia su lado derecho (lado de la Epístola), se encuentra la capilla de San Pedro a continuación la de San Joaquín (pero tras la restauración del templo, se trasladó el retablo junto con la imagen a un lateral del templo, al lado de la capilla de Santa Ana) y, a continuación, está la puerta que da acceso al claustro y finalmente la capilla del Espíritu Santo, recién restaurada eliminando la cal de las imágenes.
Entrando por la puerta del Juicio hacia su lado izquierdo (lado de la Evangelio), se encuentra el retablo de San Martín, después la capilla de San Antonio (situada en el hueco de la Torre Nueva) y el Baptisterio, seguido de la deslumbrante capilla de Santa Ana y, finalmente, de la capilla de la Dolorosa, donde se encuentra actualmente el cristo de la cama.

### Altar mayor
Está presidido por el retablo mayor de la catedral de estilo gótico hispano flamenco, de finales del siglo XV (1487-1492), cuyos artífices son Pedro Díaz de Oviedo y Diego del Águila.

### Capilla de Santa Ana

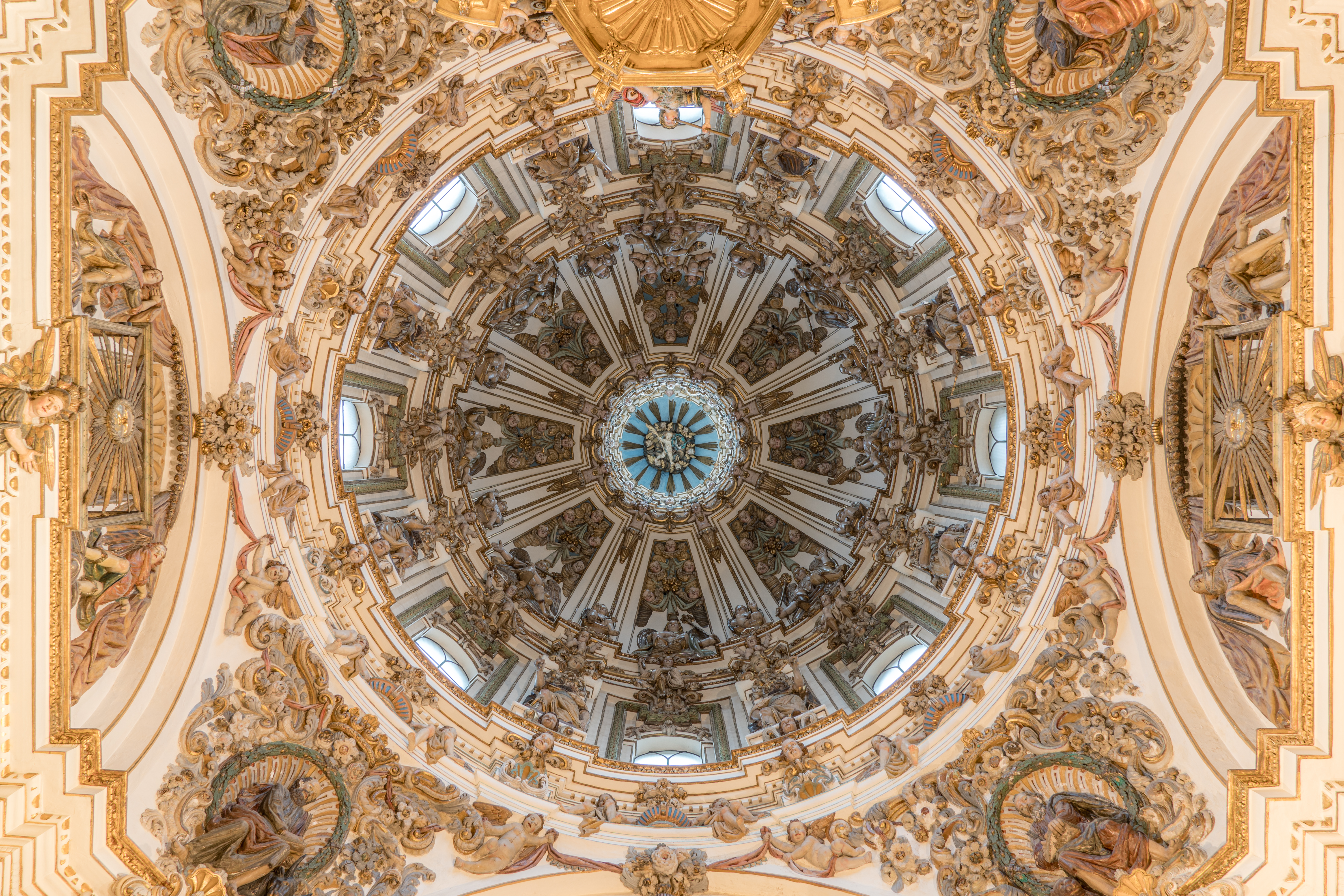
Cúpula de la capilla de Santa Ana.

Es la capilla más grande de la catedral del estilo barroco dieciochesco. Tiene planta octogonal irregular y esta cubierta por una cúpula octogonal sobre un tambor jalonado con ocho ventanas. Su retablo data del siglo XVIII y alberga la patrona de la ciudad, una imagen de Santa Ana Triplex.

### Capilla del Espíritu Santo

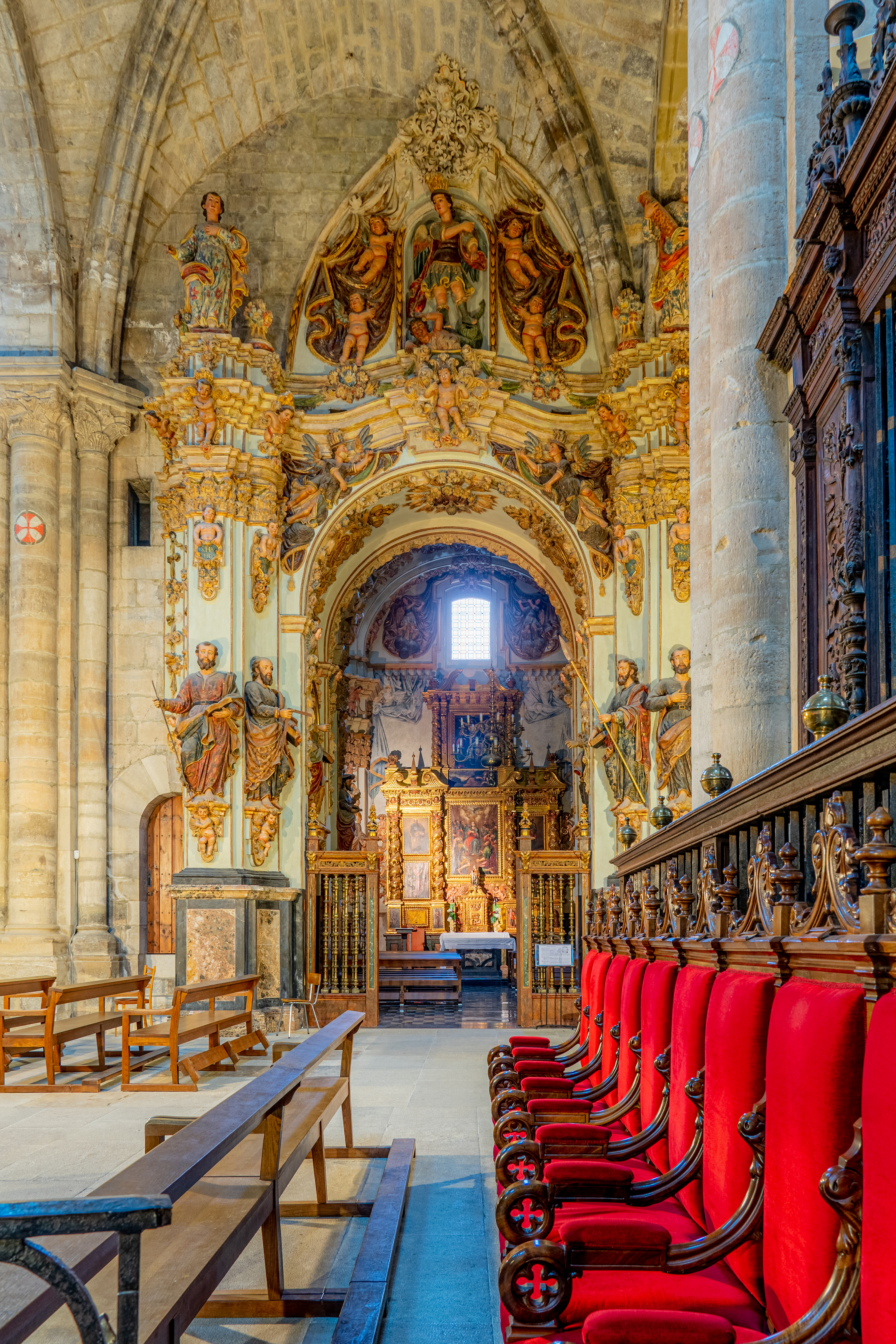
Capilla del Espíritu Santo.

Fue en un principio creada para unir capillas ya existentes. Es en realidad una pequeña parroquia construida en 1738, de unos 25 m de longitud. Presenta un estilo barroco muy ornamentado, que consta fundamentalmente de yeserías de colorido diverso. El tramo de la nave está cubierto por una bóveda de aristas y el de la capilla por una cúpula ligeramente ovalada. Contiene retablos de los siglos XVII y XVIII. Entre la iconografía presente cabe destacar Santa Ana (patrona de Tudela), San Fermín y San Francisco Javier (copatronos del Reino de Navarra). En la reciente reforma llevada a cabo en la sacristía de la capilla, salió a la luz el muro de la antigua mezquita mayor de Tudela que había permanecido oculto hasta el momento.

### Coro

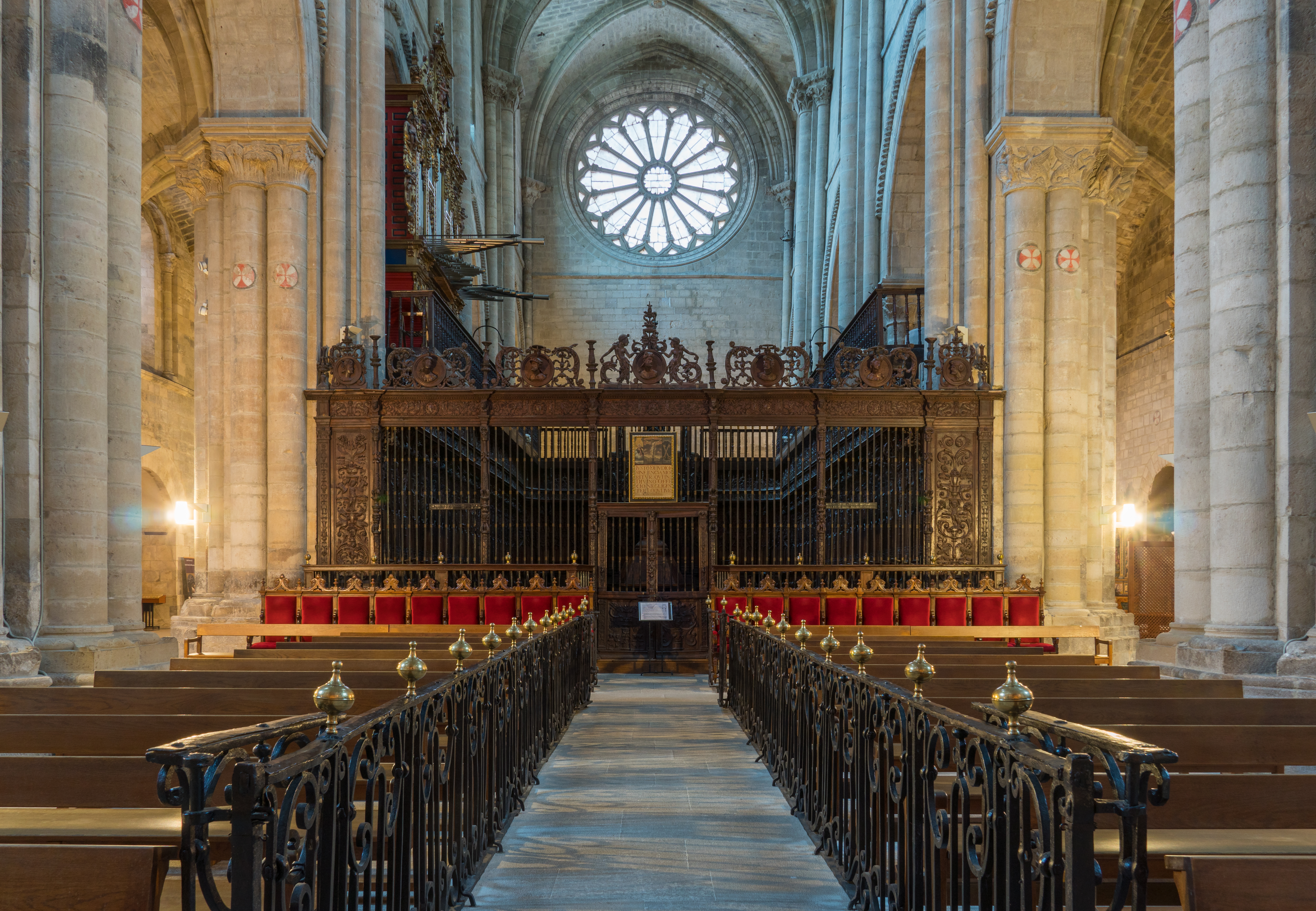
Coro.

Se accede a través de una reja plateresca. Está compuesto de 37 asientos bajos y 49 altos de estilo gótico flamígero. Contiene un órgano del siglo XVIII.
Los muros exteriores del Coro están repletos de capillas del siglo XVII y XVIII:
- Capilla de San José
- Capilla de la Purificación de N.ª Sra
- Capilla de Nª Sra. de los Desamparados
- Capilla de Santo Tomás de Villanueva
- Capilla de San Juan Evangelista: capilla semicircular que se encuentra a la izquierda del altar mayor hay tres elementos principales:
  - La Virgen Blanca, una estatua románica exenta del siglo XII de más de 1,90 m, partida en su construcción en dos partes, para crear un hueco en su interior, donde se hallaron restos de huesos y un paño mozárabe, rojo. Se encontraba en una hornacina en el altar mayor, detrás del retablo, y que fue trasladada a su actual lugar tras su descubrimiento. Ha sido restaurada recientemente, sacando su color primitivo.
  - Un sepulcro en el suelo realizado en bajorrelieve, perteneciente a Richard Alexandris.
  - Un sepulcro gótico con efigie exenta, de Don Sancho Sánchez de Oteiza que lo mandó construir en vida, pero que no se encuentra enterrado en él, ya que fue nombrado Cardenal Obispo y se fue a vivir a Pamplona, donde se construyó otro sepulcro en la catedral de Santa María de Pamplona.

- Capilla de N.ª Sra. de la Esperanza: capilla cuadrada y cerrada con reja de estilo gótico-flamígero, y que contiene un retablo gótico y el sepulcro del Canciller del Reyno de Navarra, también gótico del siglo XV.
- Capilla de San Joaquín: capilla semicircular que contiene el retablo de Santa Catalina del siglo XV.
- Capilla de San Martín: capilla cuadrada cerrada con una reja plateresca del siglo XVI.
- Capillas del Cristo de la Cama y de San Pedro: ambas del siglo XVI, la primera de las cuales da acceso a la segunda por una pequeña puerta.
- Capilla de San Antonio y Torre Nueva: capilla octogonal que contiene un retablo manierista del siglo XVII.
- Baptisterio: pequeña capilla que contiene la pila bautismal del siglo XVI.
- Capilla de la Dolorosa: capilla cuadrada que contiene un retablo de estilo barroco temprano del siglo XVII.

## Retablos

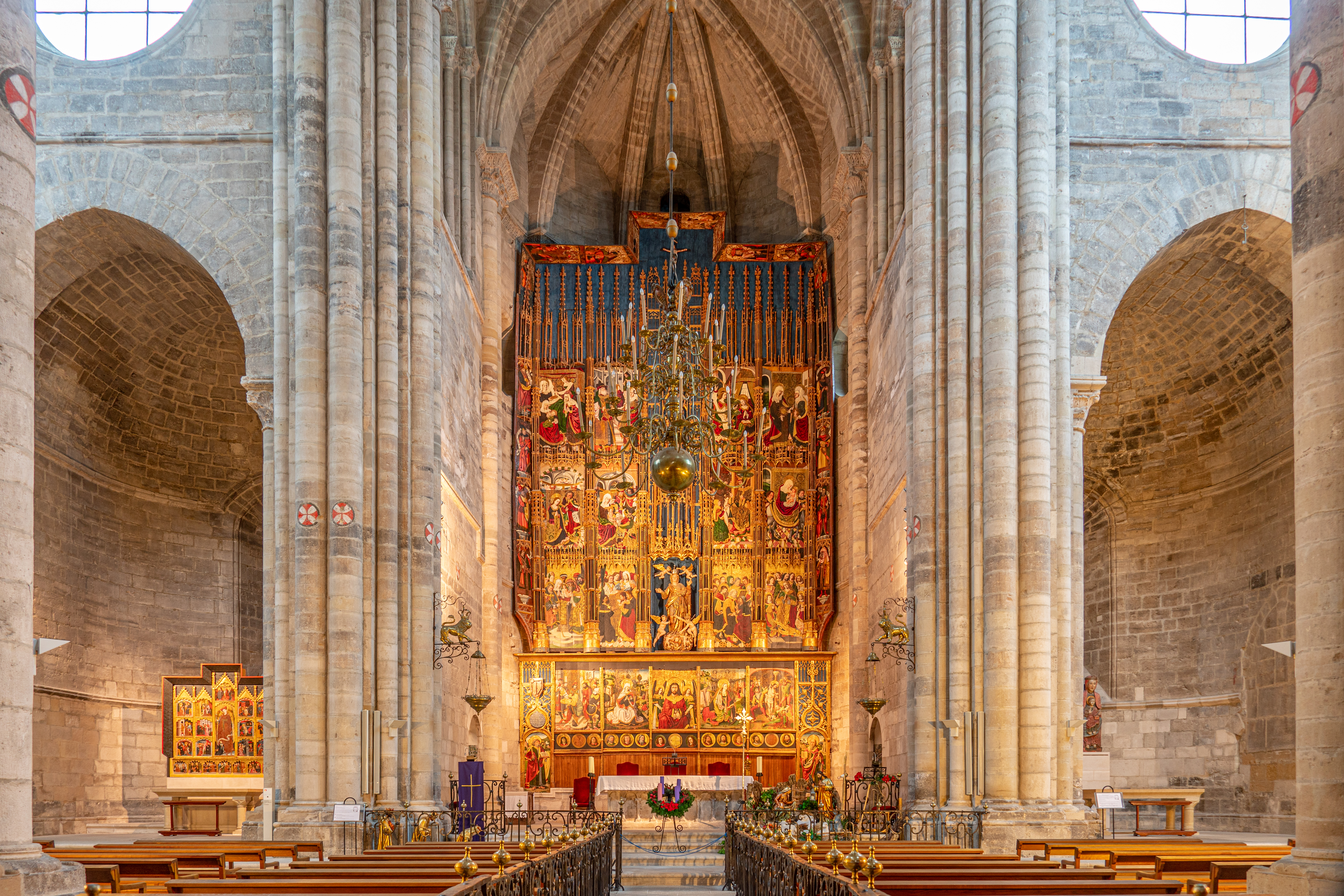
Altar Mayor y retablo.

Preside el presbiterio de la catedral de Tudela un retablo de estilo hispano-flamenco que pintó Pedro Díaz de Oviedo entre 1487 y 1494 con la colaboración de Diego del Águila y otros discípulos, entre los cuales se podría contar con Juan Gascó.
Apoya sobre amplio basamento que comprende, a su vez, banco y sotabanco, sobre el cual se alzan tres cuerpos de cinco calles formadas por complicada tracería gótica de baquetones y doseletes que rematan en agudos pináculos; la calle central aparece destacada por esbeltísimo chapitel calado sobre cuya culminación descansa una pequeña talla del Crucificado. Le sirve de enmarque un amplio guardapolvo, decorado igualmente con tracería calada.
En el sotabanco hay pinturas sobre tabla con las cabezas de los Apóstoles en el interior de medallones circulares, más las cabezas de dos ángeles llorando cuyos rostros muestran facciones muy expresivas; las cabezas intermedias de las calles extremas son producto de una restauración efectuada en 1855 por Basc.
A ambos lados del basamento se sitúan sendas puertas, donde se representan sobre un fondo de paisaje las figuras de San Pedro y San Pablo portando sus respectivos atributos.
Sobre la efigie de este último se encuentran las cadenas de las Navas de Tolosa donadas, según la tradición, a la Colegiata por Sancho el Fuerte, las cuales se acompañan de la inscripción

CADENAS Q(UE) DIO A ESTA IGL(ESI)A EL S(EÑO)R REY D(ON) SANCHO EL FUERTE Y VII DE NAVARRA DE LAS Q(UE) ROMPIÓ DE LA TIENDA DE MIRAMAMOLIN EN LA BATALLA DE LAS NAVAS DE TOLOSA AÑO 1212.

En el banco se narran diversos episodios de la Pasión, tales como Pilatos lavándose las manos, la Virgen ante un fondo de paisaje con la escena de la Oración en el Huerto, Cristo Varón de Dolores sostenido por ángeles vestidos de diácono, la Magdalena ante un fondo del Camino del Calvario -en la imagen- y la Flagelación con la diminuta escena de la Negación de San Pedro en último término. En los cuerpos se distribuyen pasajes de la Vida de la Virgen. Ocho figuras de Profetas que aparecen representados en los laterales del guardapolvo completan la pintura de este magnífico conjunto.

## Claustro románico
Es de planta rectangular, siendo los lados Este y Oeste los más largos. Presenta arquería de medio punto, con nueve arcos en los lados menores y doce en los mayores. Algunos autores han querido situar aquí los restos de la primitiva iglesia de Santa María la Blanca. Se sabe que en 1186 se cedieron casas para la construcción del claustro. Desde el claustro, y en el lado oriental, se accede a una capilla mudéjar, la Escuela del Cristo. La capilla probablemente se construyó en el siglo XIII, aunque la decoración de las estructuras de madera pertenecen al siglo XV. En cuanto a estructura y decoración recuerda a las sinagogas medievales y se ha estimado que aquí pudo estar la Sinagoga Mayor de Tudela. Los capiteles son el centro de interés de este claustro, narrándose en ellos escenas bíblicas religiosas y fantásticas. Los 42 capiteles historiados del claustro guardan semejanzas con las de otros claustros navarros y aragoneses, y algunos de ellos están dedicados a la peregrinación jacobea, como el dedicado al mismísimo Santiago el Apóstol:
- Ala norte: desde el nacimiento de Jesús hasta lavando los pies a los apóstoles (pasando por La presentación de Jesús en el Templo, y varios milagros como La resurrección de Lázaro, Las Bodas de Caná, etc.
- Ala este: continuación de la vida de Jesús hasta la escena de su Ascensión.
- Ala sur: desde la asunción de la Virgen, pasando por martirios de santos (San Lorenzo, San Andrés, Santiago, San Juan Bautista, etc.)
- Ala oeste, entre otros temas: aves y vegetales entrelazados, músicos, San Martín cortando su capa, aves rapaces devorando a conejos, parábola del rico Epulón, La Anunciación, etc.

Claustro de la Catedral de Tudela
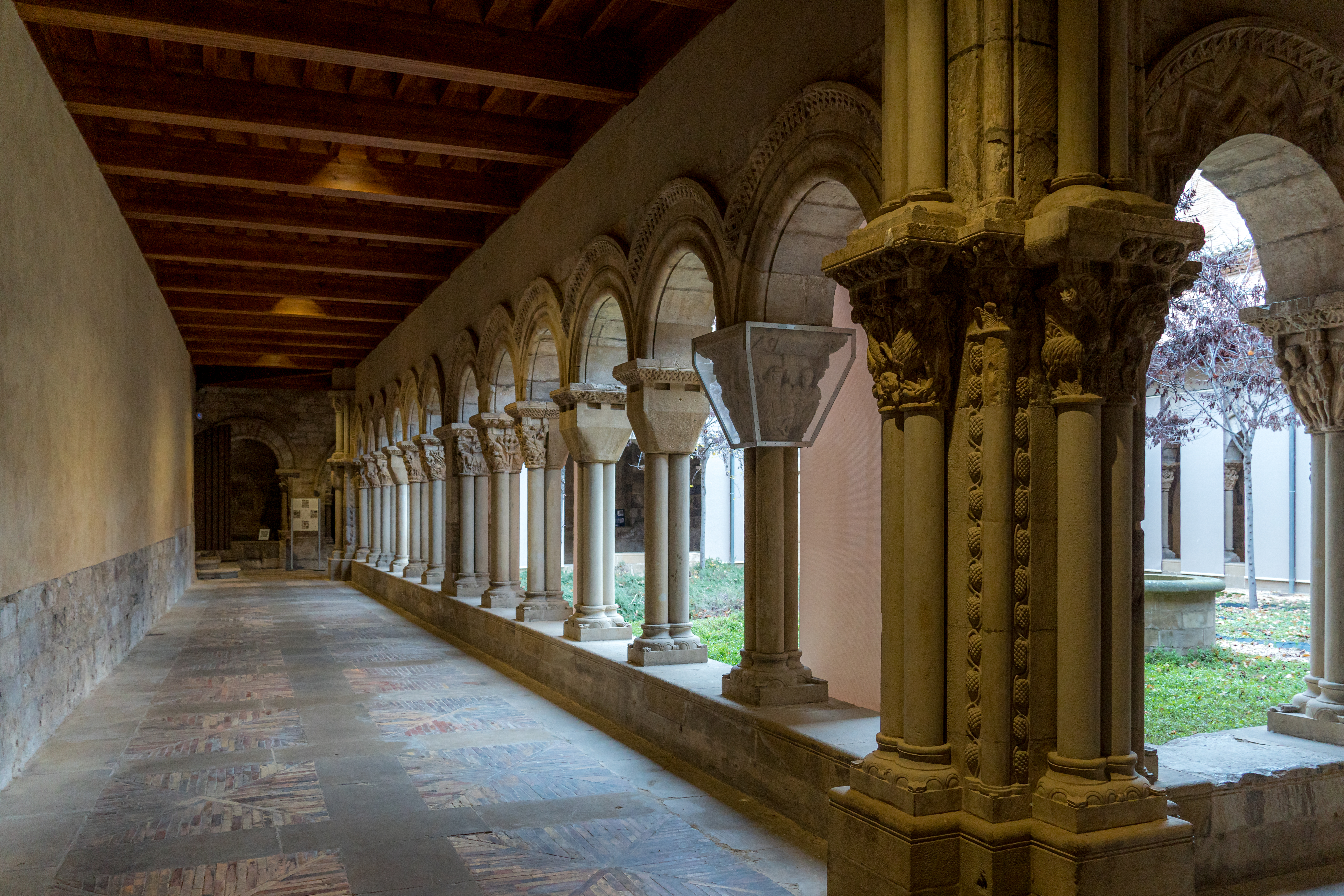
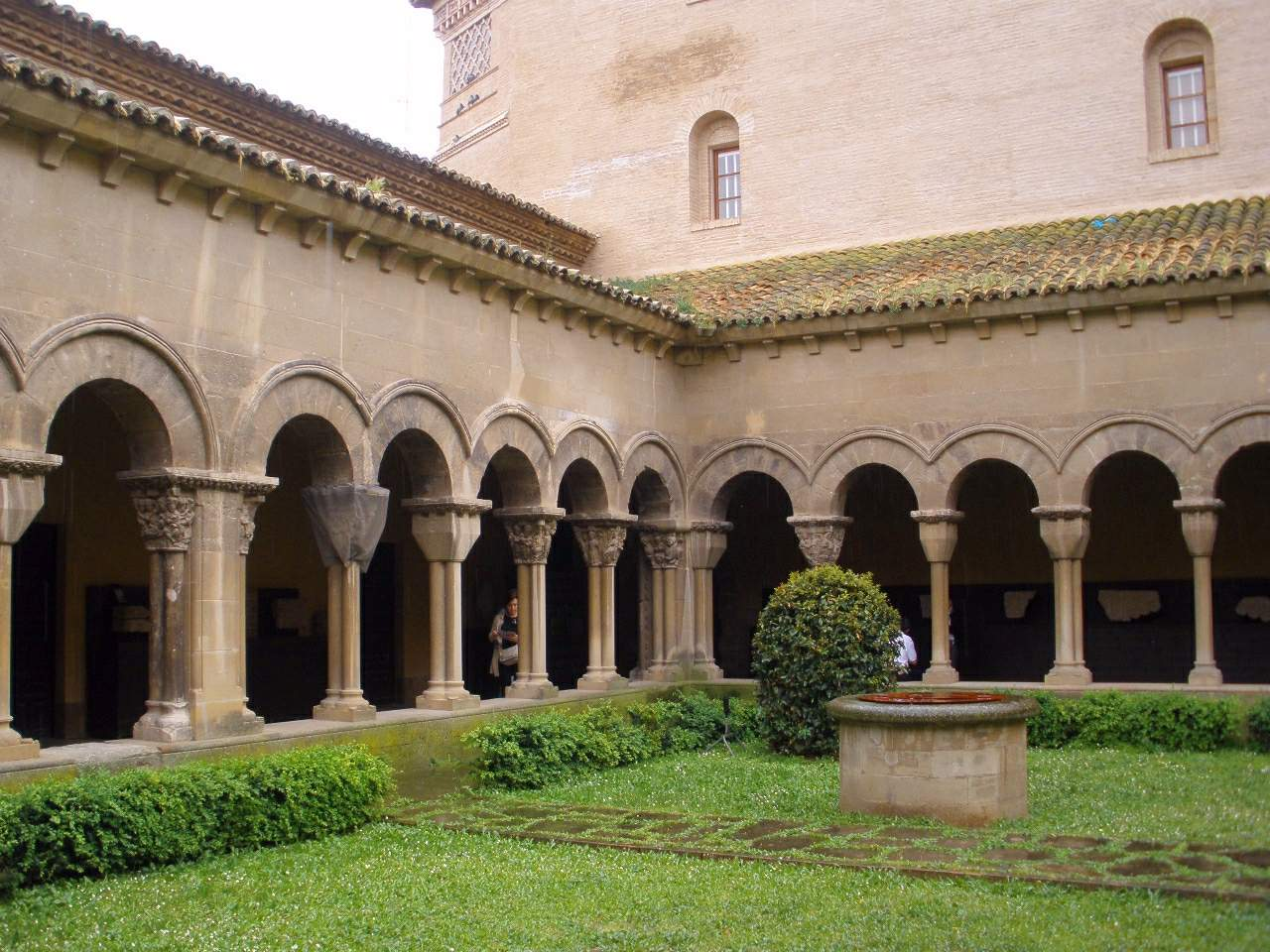
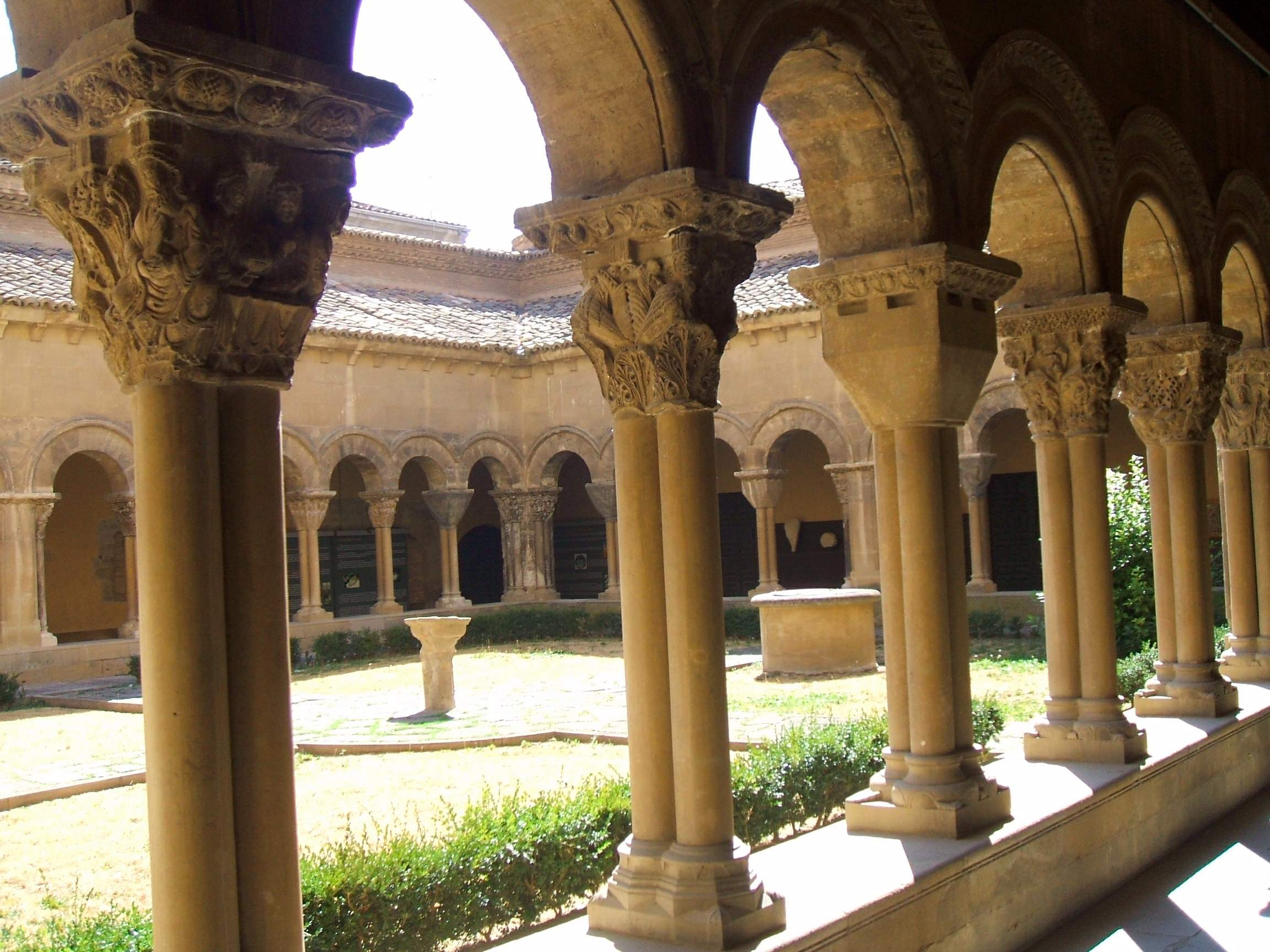
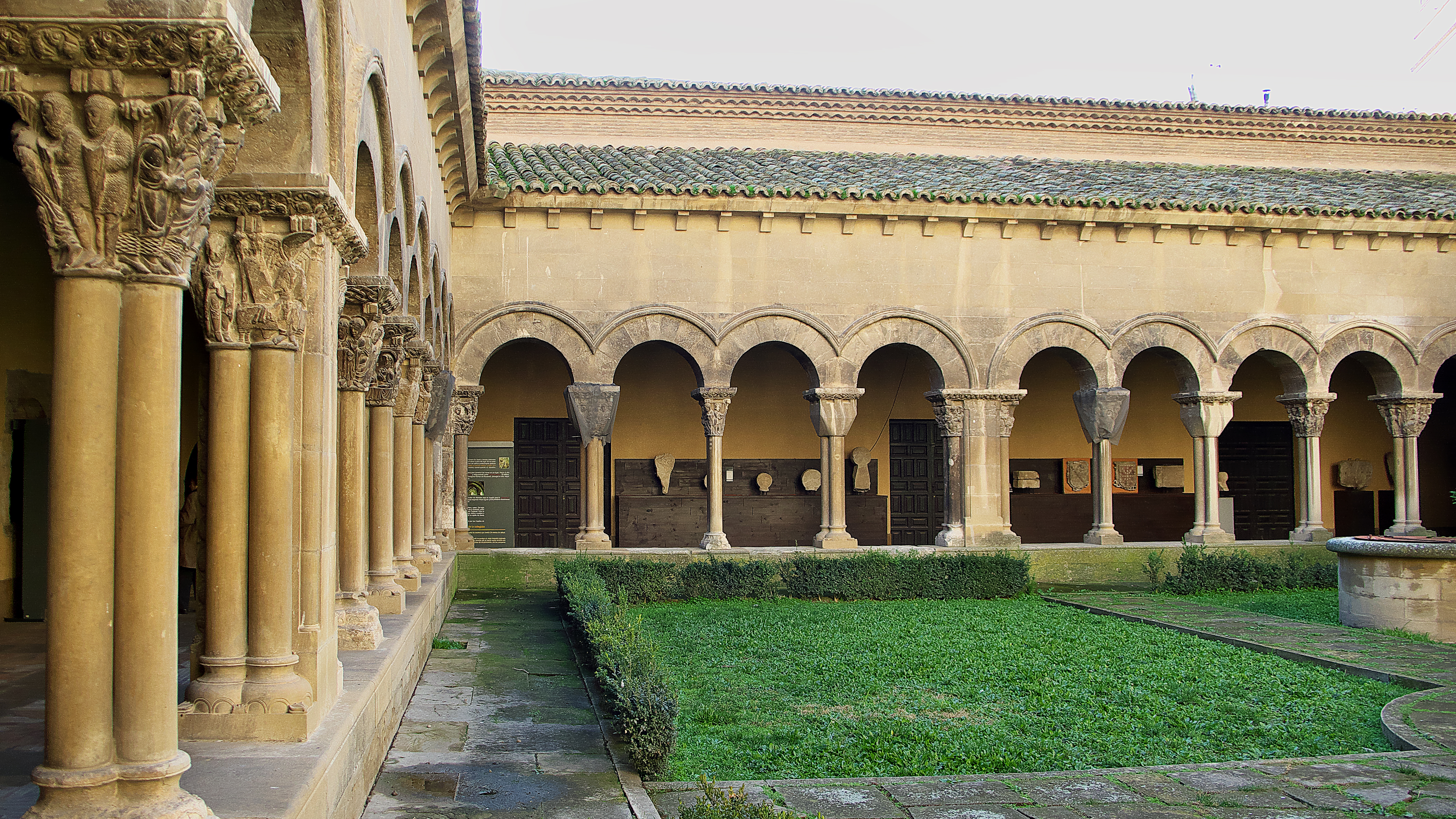
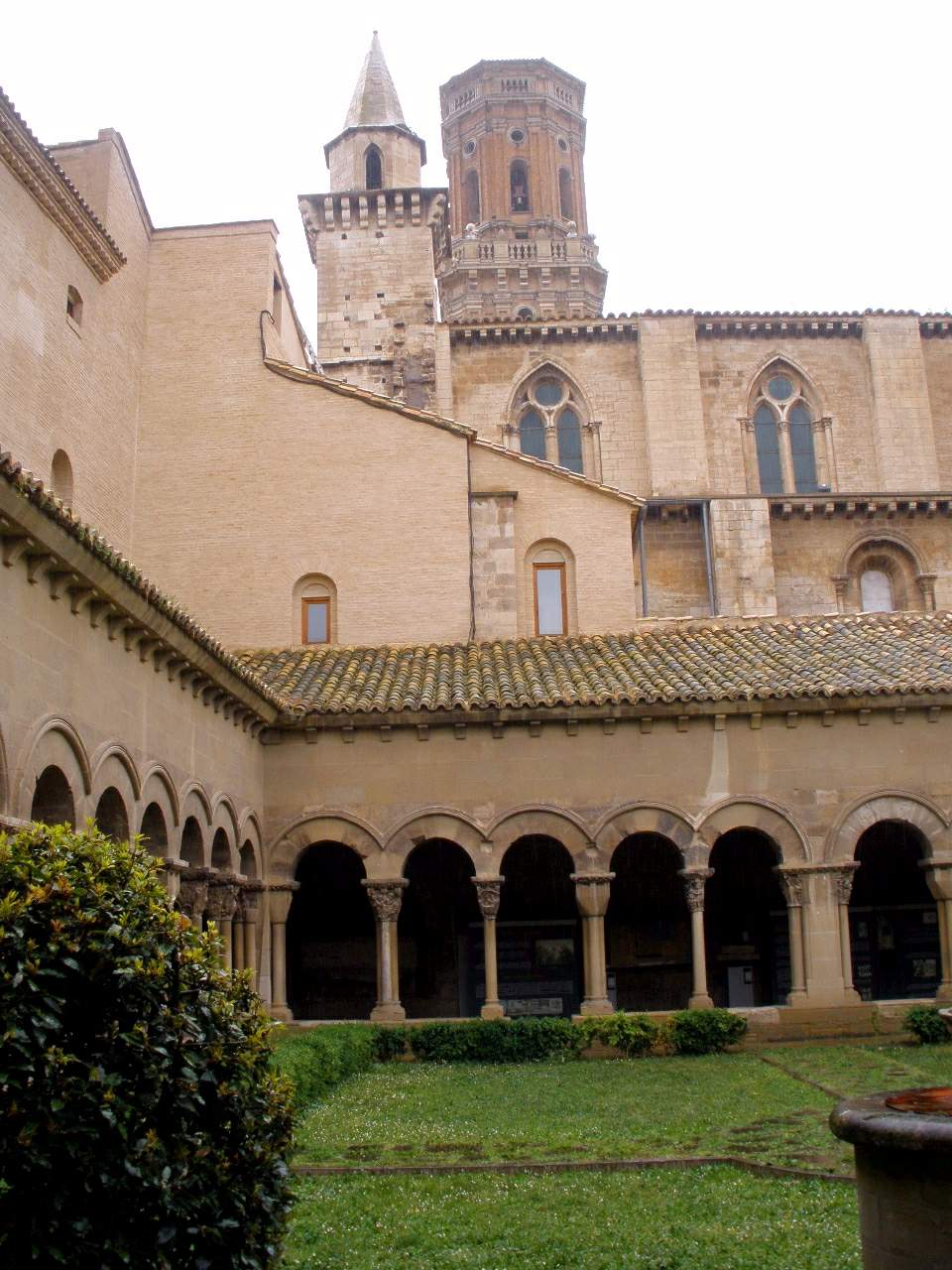
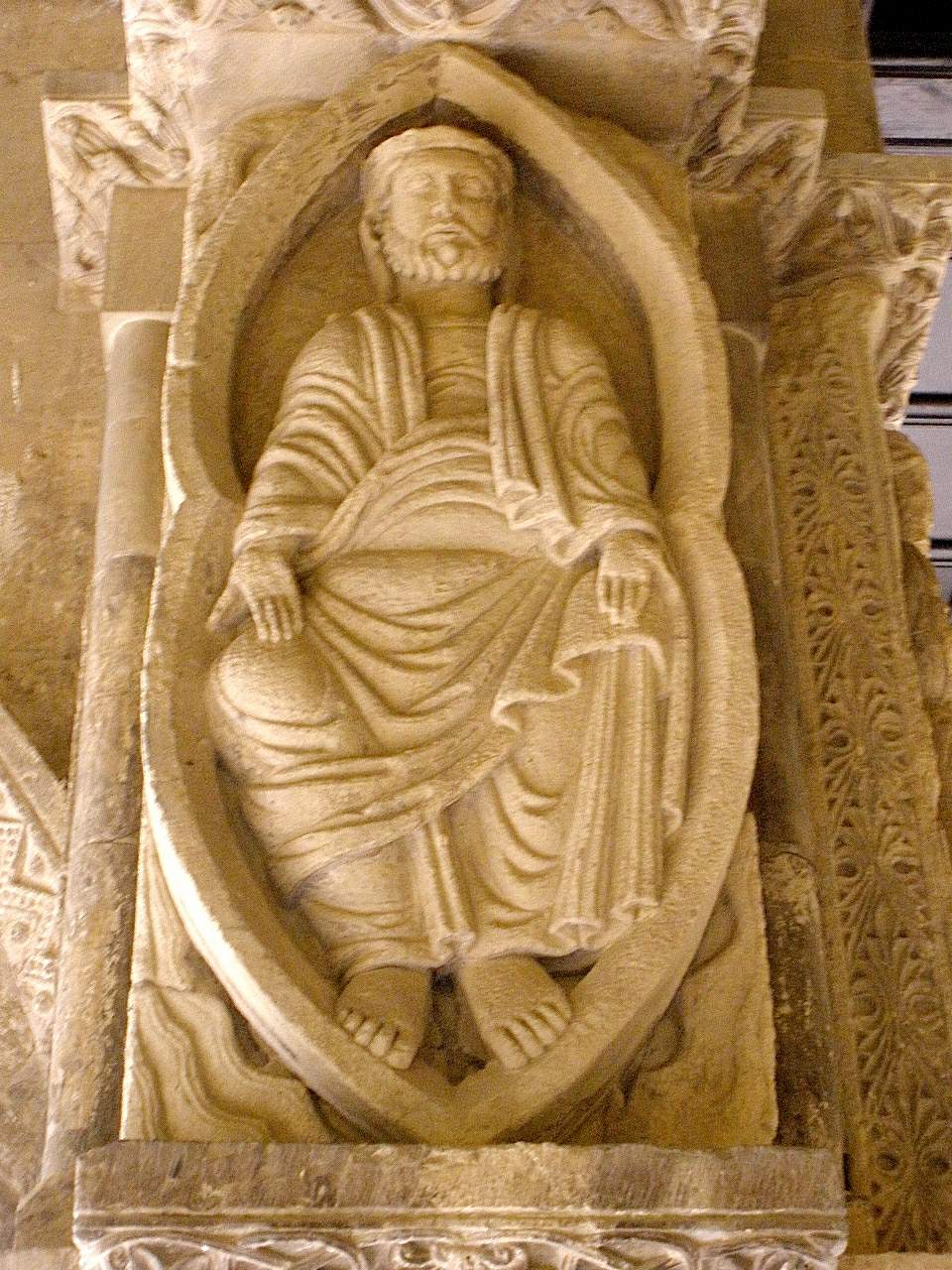
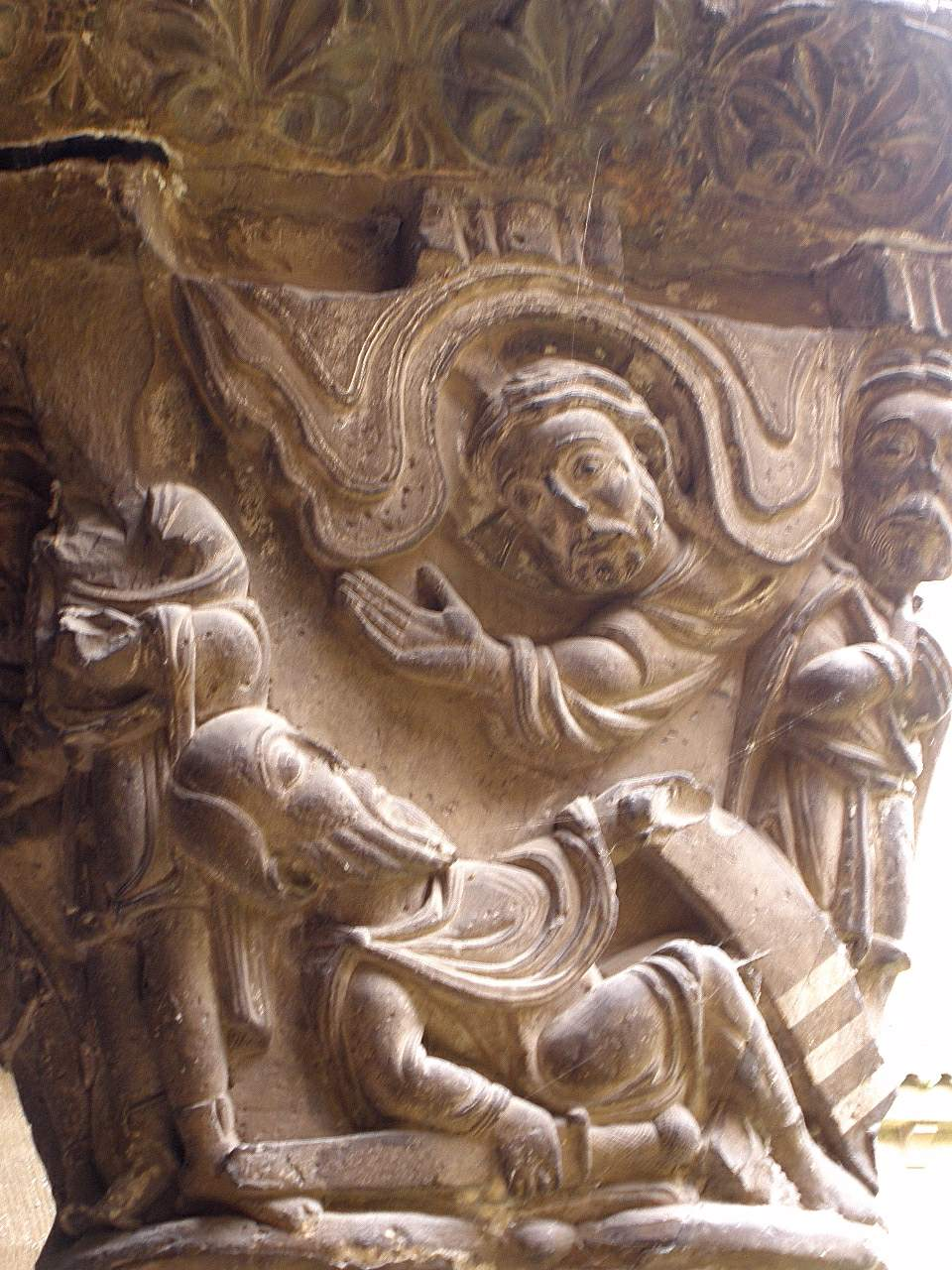
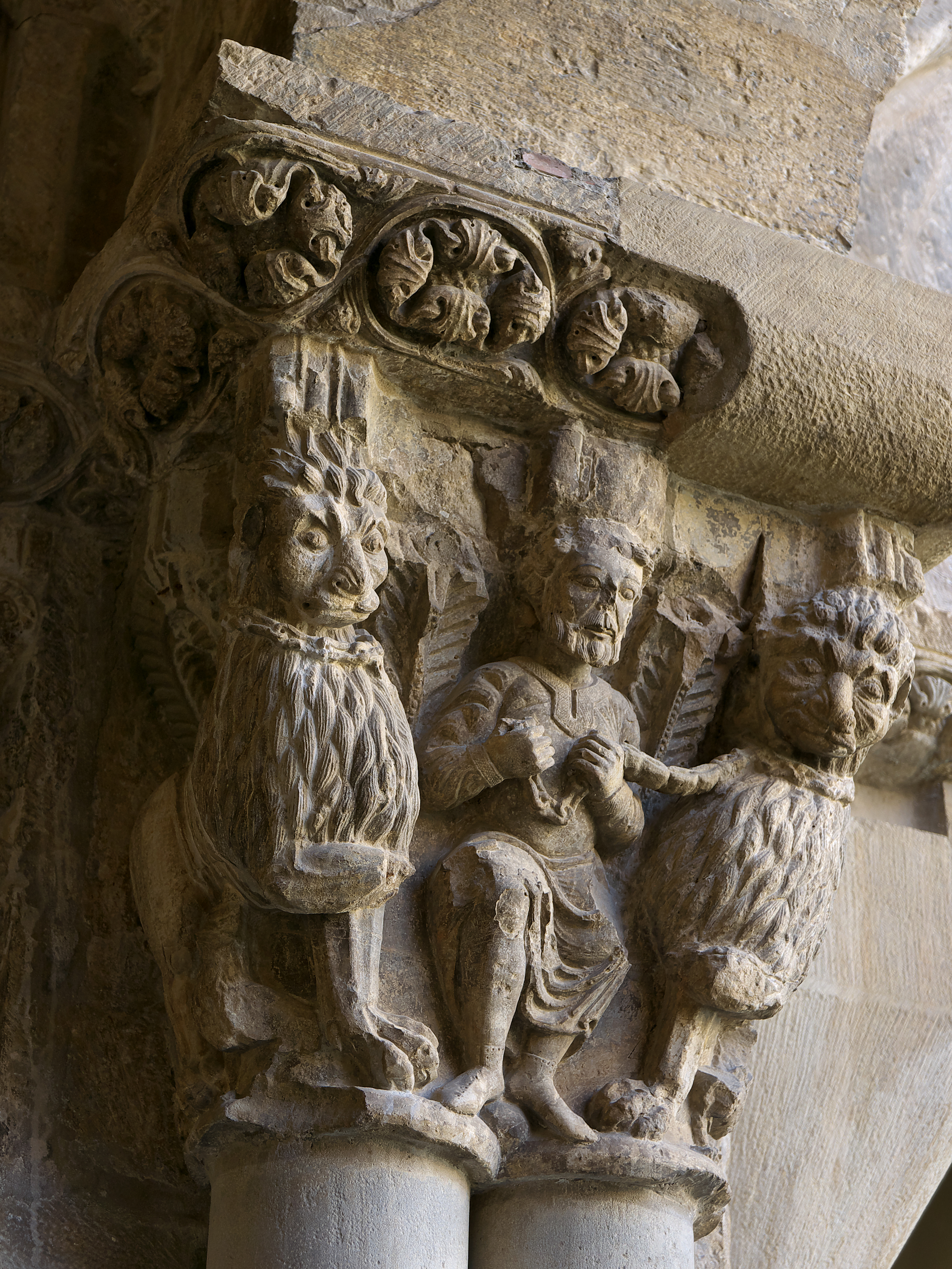
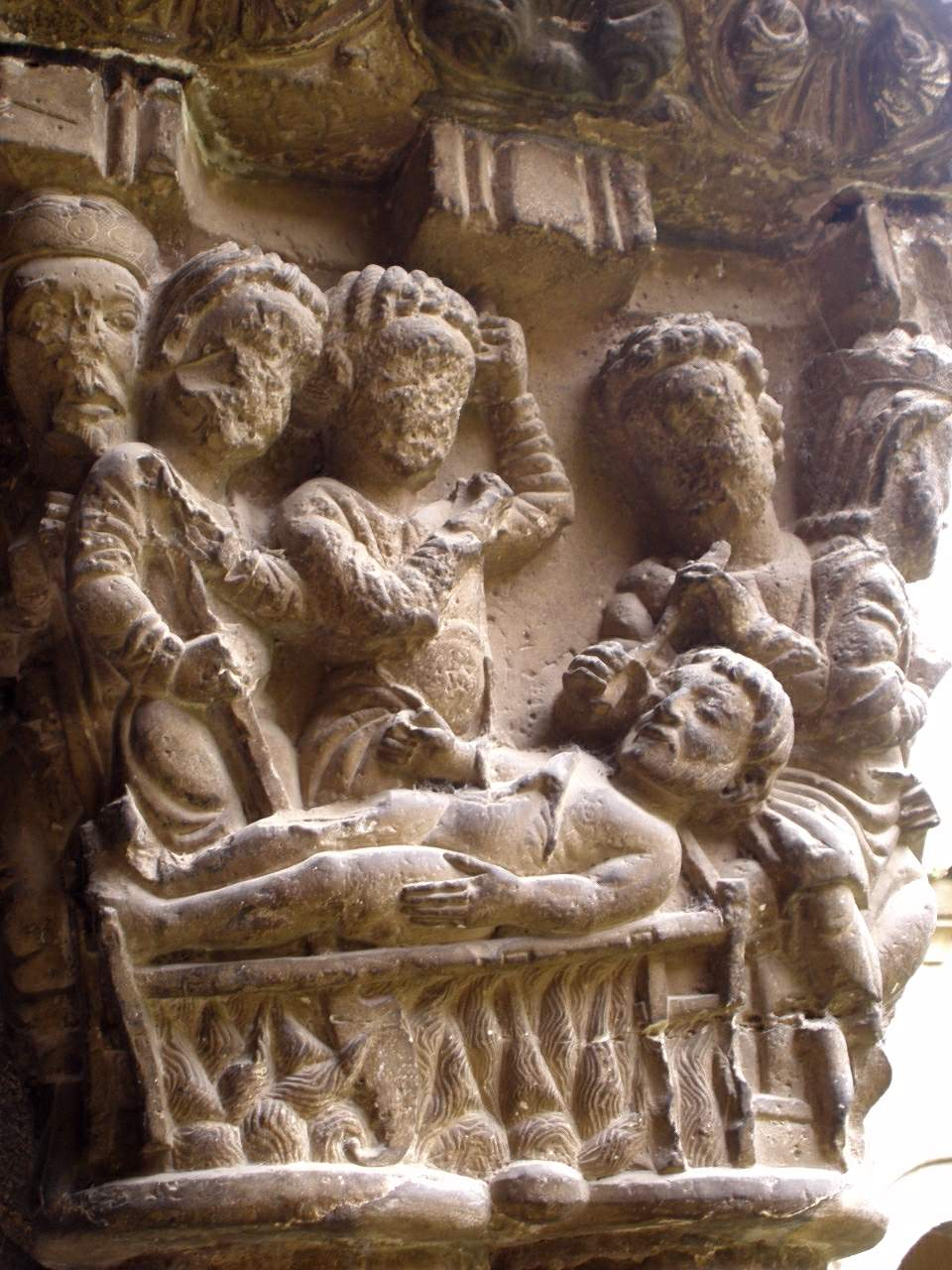
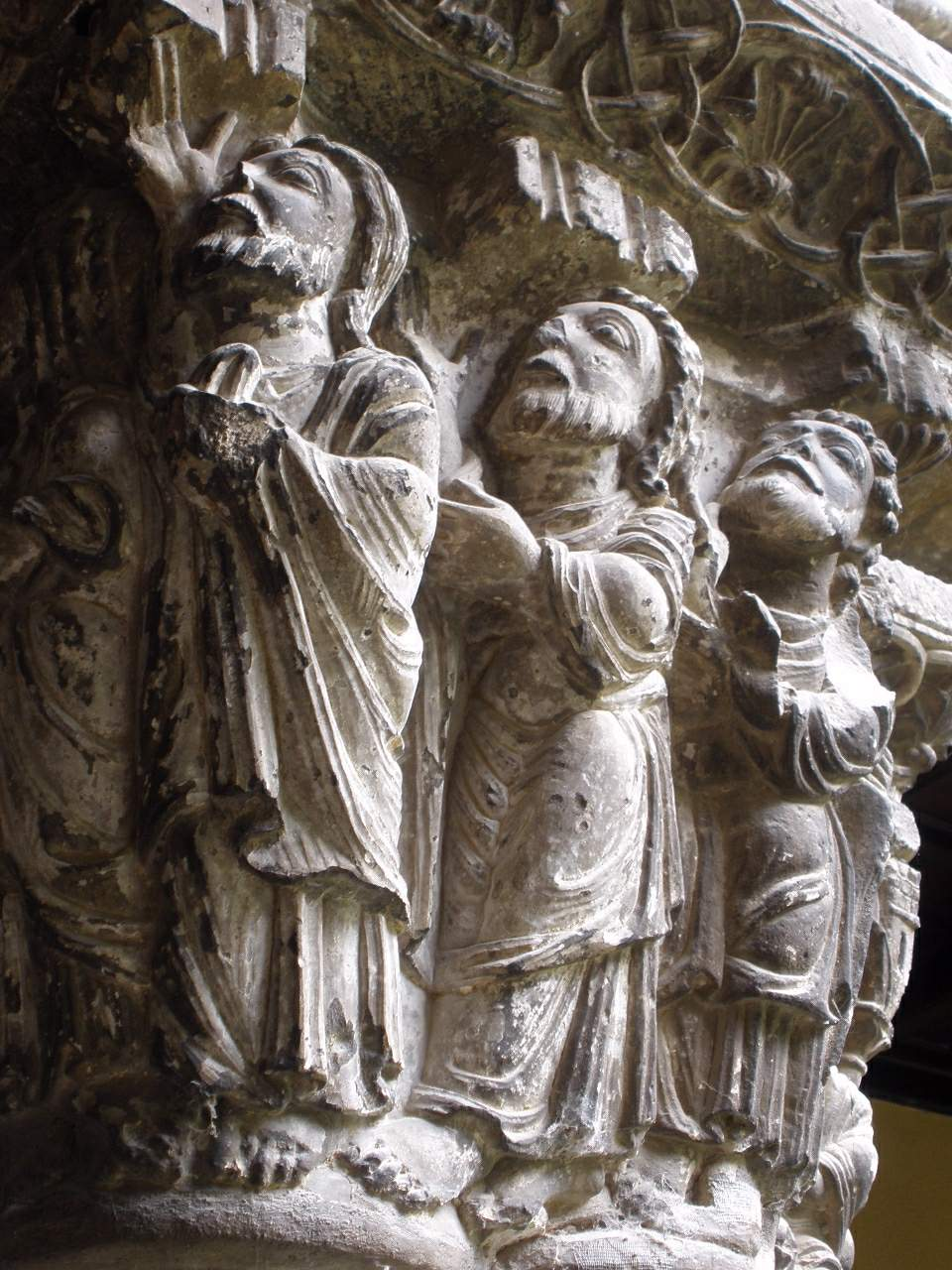

## Otros datos de interés
- En su construcción, se aprovechó material esculpido de la mezquita, como los modillones.
- Se han datado más de 120 marcas de cantero diferentes, que posiblemente se triplicaría si se hubiese estudiado las bóvedas, y muchas de las marcas quedan encerradas en el interior del muro.